# Casa comunal

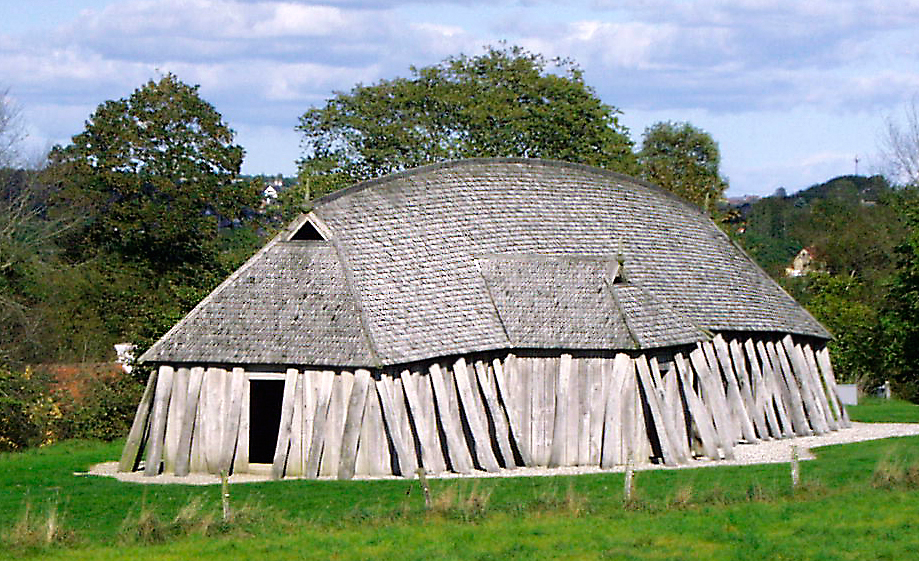
Casa reconstruïda semblant a les de l'època vikinga

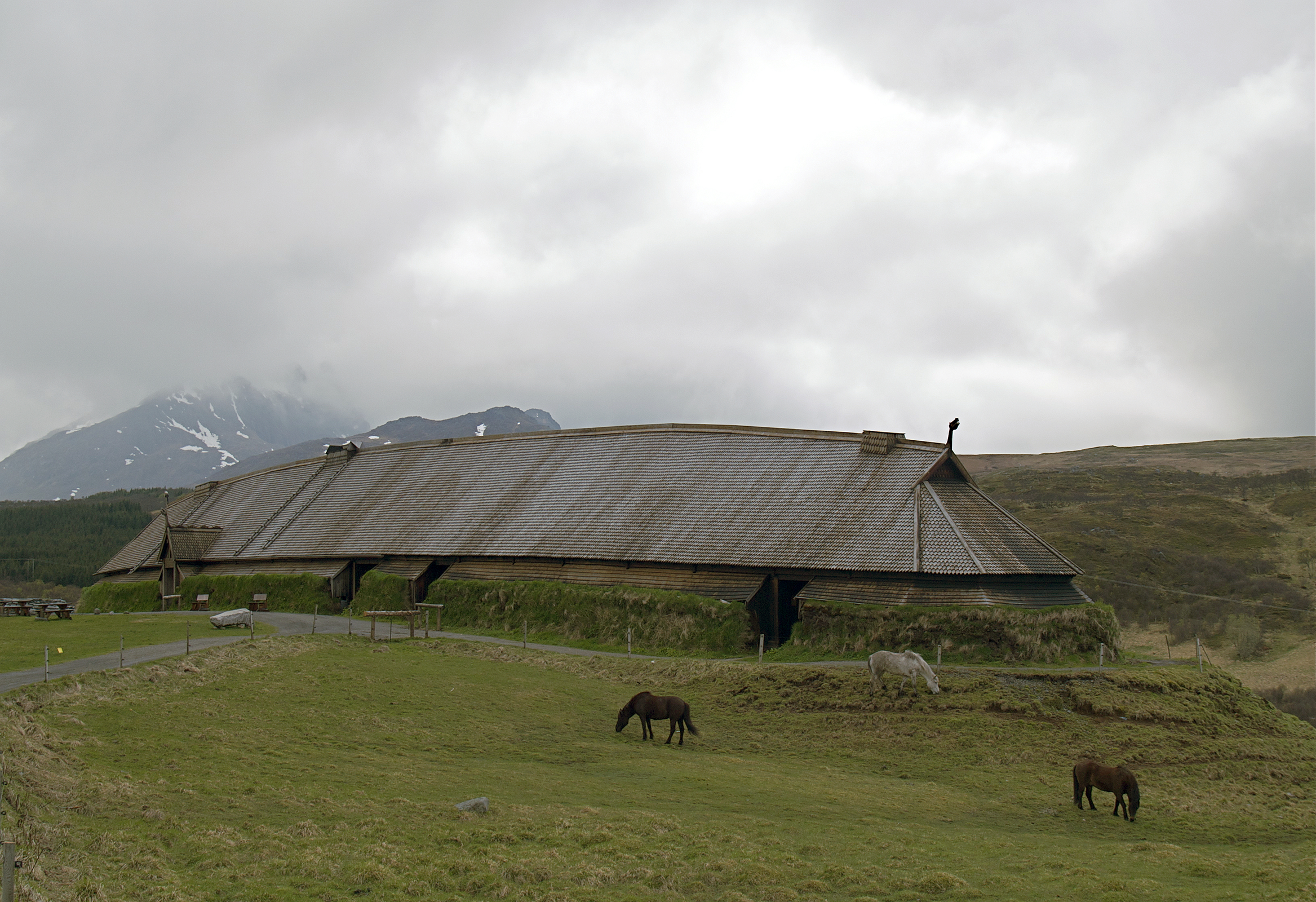
Casa comunal reconstruïda de cap viking al Museu Viking de Lofotr, a Lofoten, Noruega

En arqueologia i antropologia, una casa comunal o casa llarga és una edificació gran i estreta sense cambres, que van construir per habitar alguns pobles en diferents parts del món. Són cases comunitàries d'ús arcaic, construïdes generalment amb fusta, amb unes estructures les formes de les quals es continuen emprant hui.
Sovint representen la forma més antiga d'estructura permanent en moltes cultures. N'hi ha distints tipus: l'anomenada casa llarga neolítica europea, la medieval casa llarga Dartmoor, en pedra, que també albergava bestiar, i diversos tipus de cases construïdes per diferents cultures eren cases comunals rectangulars amb habitacions, on vivien entre cinc i vint famílies. L'estructura era feta de vares de cedre i tenien dues portes. Les teulades eren d'escorça de bedoll. Feien uns 6 m d'amplària, 60 de longitud i 6 m d'alçada.
A Brasil i Veneçuela, els llogarets dels Yanomami (indígenes de l'Amazones, Roraima i Veneçuela) estan formats per una sola casa comunal (yano o xapono), on viuen en una gran agrupació de famílies. Aquesta casa té forma d'anell, amb el centre obert al cel. Sota aquest anell cobert de palla, cada família té una secció d'uns 10 m². Cada parella en construeix la seua secció. Té una sola entrada i una tanca de 3 m d'alçada al voltant. A l'oest del riu Marauia, la cobertura és més oberta i tapa només els compartiments de cada família, i el diàmetre de la gran casa és més gran (Berwick, 1992).